# Węgierski Związek Narciarski
Węgierski Związek Narciarski (węg. Magyar Sí Szövetség) – węgierskie stowarzyszenie kultury fizycznej pełniące rolę węgierskiej federacji narodowej w biegach narciarskich, kombinacji norweskiej, narciarstwie alpejskim, narciarstwie dowolnym oraz skokach narciarskich.
Związek powstał w 1913 roku. Siedziba Związku znajduje się w Budapeszcie. Od 1924 roku jest członkiem Międzynarodowej Federacji Narciarskiej (FIS). Do jego celów statutowych związku należy promowanie, organizowanie i rozwój narciarstwa na Węgrzech m.in. poprzez szkolenia zawodników i instruktorów i organizację zawodów. Prezesem Związku jest węgierska narciarka alpejska Edit Miklós.